# 水草町
水草町（みずくさちょう）は、愛知県名古屋市北区にある地名。現行行政地名は水草町1丁目及び水草町2丁目。住居表示未実施。

## 地理
北区の西部に位置する。東は浪打町、西は金城町、南は八代町、北は野方通と接する。丁目は南から付番されている。1丁目は名古屋繊維工業（現トップワン志賀店）・日本ハイモ工業（現バロー光音寺店）をはじめとする中小工場が多く所在していたが、現在はそのほとんどが撤退・移転等で住宅・商業施設などへの転換が進んでいる。2丁目は工場跡地に整備された水草団地を含めて住宅地となっている。

## 歴史

### 町名の由来
光音寺町の旧字名に由来する。字名の水草は当地にかつて芦の茂る沼が所在したことから付けられたものという。

### 沿革
- 1910年（明治43年）4月 - 白洋舍名古屋支店が設置される[WEB 6]。当時の住所は光音寺町1425[2]。
- 1926年（昭和元年）6月6日 - 大日本セロファン工場が事業を開始する（当時の住所は光音寺町100番地）[3]。
- 1945年（昭和20年）1月1日 - 北区光音寺町（字高屋田・水草・東出・浪打・中道間・油田・北浦・古墓の各一部）と西志賀町（字土島・揚戸の各一部）の各一部より成立[4]。
- 1954年（昭和29年） - 名古屋市公害対策局 (1982)は、この年に大日本セロファン名古屋工場が操業開始したとする[5]。
- 1969年（昭和44年）
  - 5月 - 前年秋から名古屋大学医学部公衆衛生学教室を中心とする公害研究会による調査が行われていた大日本セロファン名古屋工場の公害について、結果が公表される[5]。
  - 9月 - 学者や住民らからなる「北区セロハン公害対策協議会」が設立[6]。
- 1970年（昭和45年）7月 - アイリン本社が同区元志賀町より移転する[WEB 7]。
- 1972年（昭和47年）10月 - 大日本セロファン名古屋工場が閉鎖[6]。
- 1973年（昭和48年）9月 - 二村化学工業が大日本セロファン名古屋工場跡地を大成建設に売却[7]。
- 1990年（平成2年）4月10日 - 東区白壁の庁舎から日本気象協会東海本部（当時）が新築移転し、この日業務を開始した[新聞 1]。新庁舎は鉄筋コンクリート3階建て、延床面積約1300平方メートルで、総工費は約4億円[新聞 1]。

## 世帯数と人口
2019年（平成31年）1月1日現在の世帯数と人口は以下の通りである。
| 町丁   | 世帯数    | 人口    |
| ------ | --------- | ------- |
| 水草町 | 1,079世帯 | 2,371人 |

国勢調査による人口および世帯数の推移。
| 1995年（平成7年）  | 945世帯 2556人  |  |
| 2000年（平成12年） | 937世帯 2342人  |  |
| 2005年（平成17年） | 897世帯 2207人  |  |
| 2010年（平成22年） | 983世帯 2349人  |  |
| 2015年（平成27年） | 1040世帯 2492人 |  |

## 学区
市立小・中学校に通う場合、学校等は以下の通りとなる。また、公立高等学校に通う場合の学区は以下の通りとなる。
| 番・番地等 | 小学校               | 中学校               | 高等学校 |
| ---------- | -------------------- | -------------------- | -------- |
| 全域       | 名古屋市立光城小学校 | 名古屋市立志賀中学校 | 尾張学区 |

## 交通
- 名古屋市営バス（名古屋市交通局）
  - 光音寺町停留所 - 名駅13系統（上飯田行）停[WEB 15]

## 施設

### 1丁目
- 愛知県警察本部名北分庁舎
  - 愛知県警察本部名北留置場（名北留置施設）

女性専用の留置場。2002年（平成14年）11月開設。収容人数は約40人。
- バロー光音寺店
- アイリン本社
- 白洋舍名古屋支店
- トップワン志賀店
- 日本気象協会中部支社
- ICA, NAGOYA

1981年に移転し使われなくなった繊維関連工場である日本ハイモ工業の建物を改装し1986年に開設された現代美術の展示スペース。南條史生や逢坂恵理子らがスタッフとして携わっていた。1992年、資金上の事情により閉鎖された。その後、ゴルフ用品販売店・書店が入居したが、解体後バロー光音寺店が新築された。

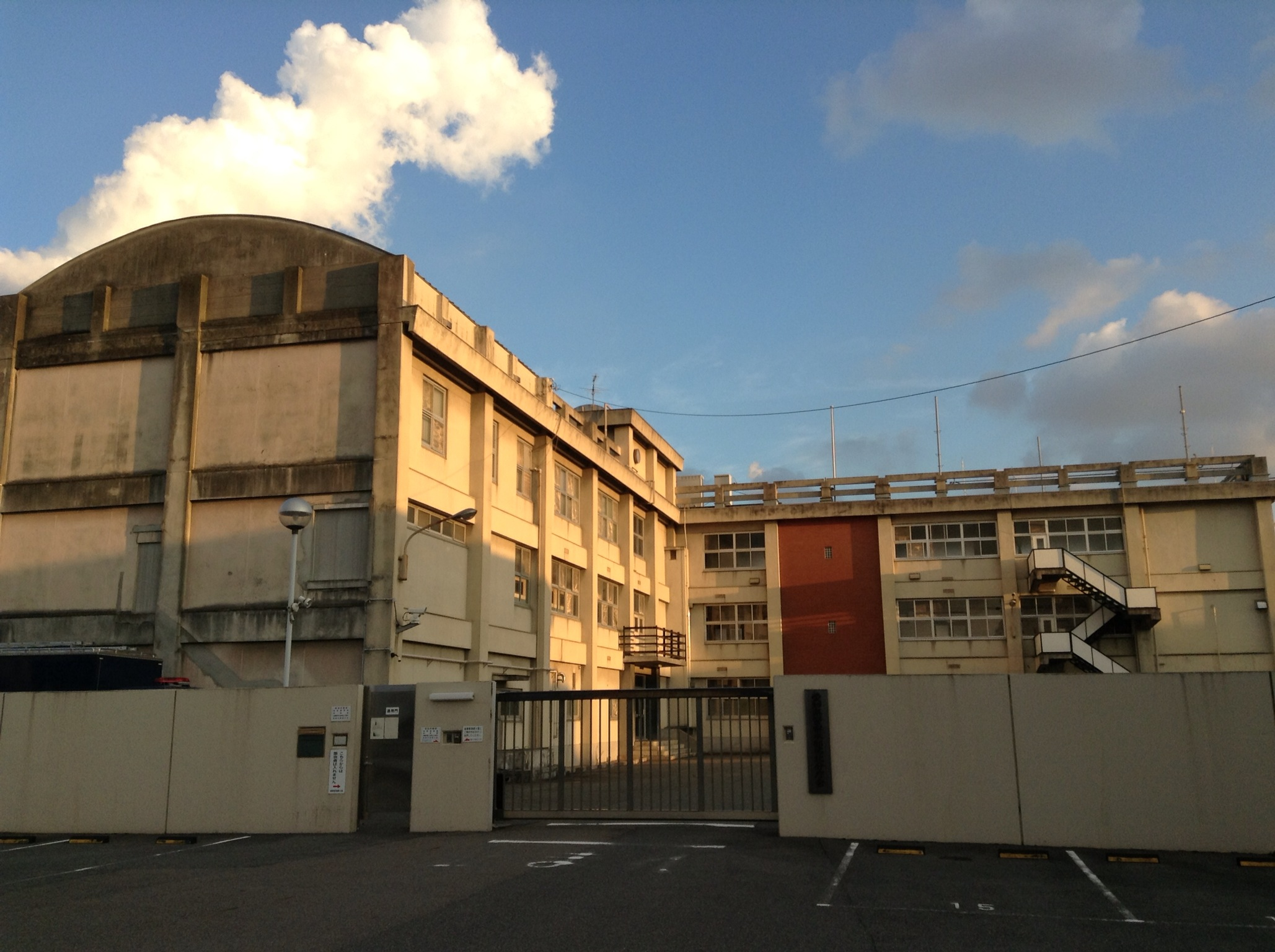
愛知県警察名北分庁舎（2013年9月）
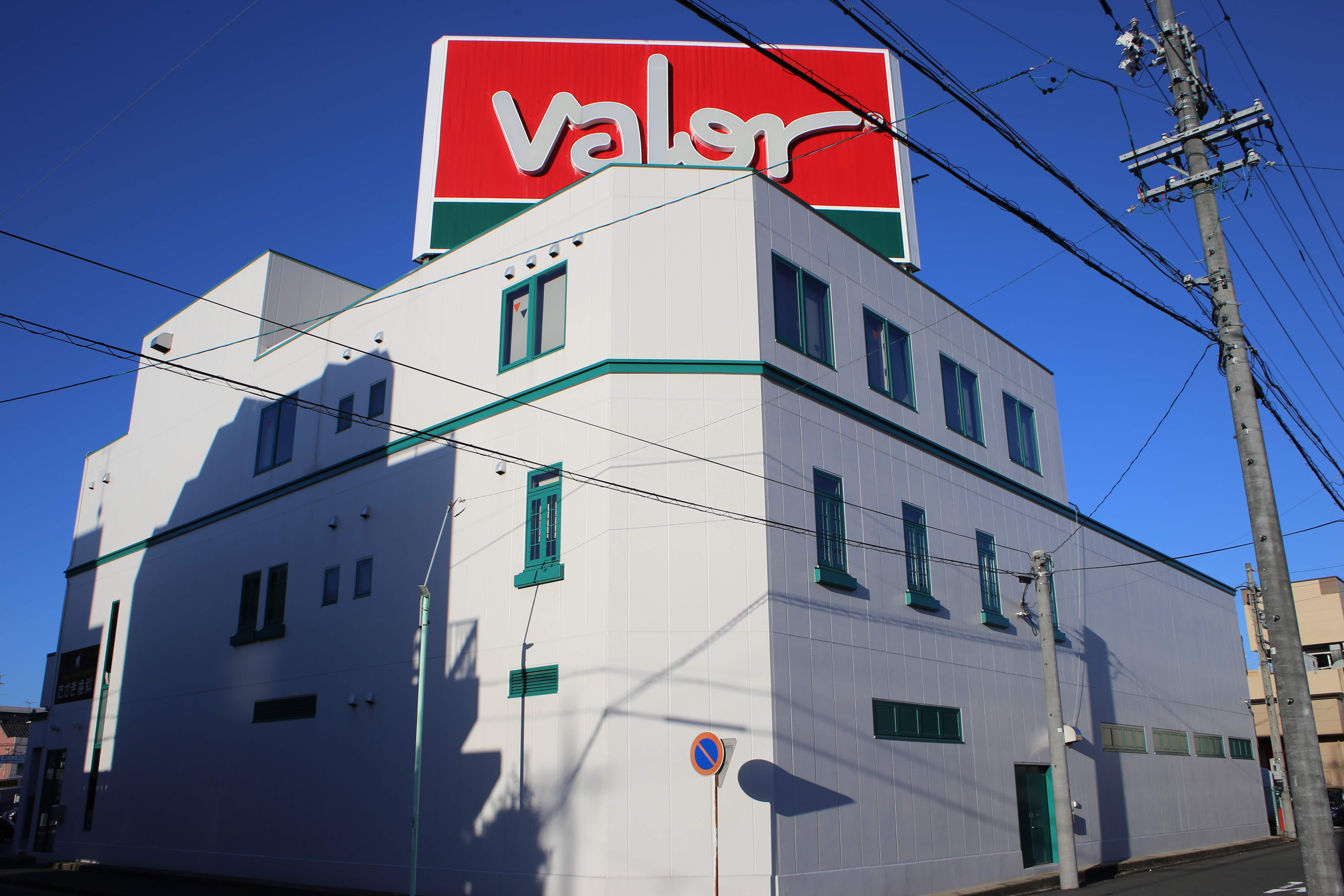
バロー光音寺店
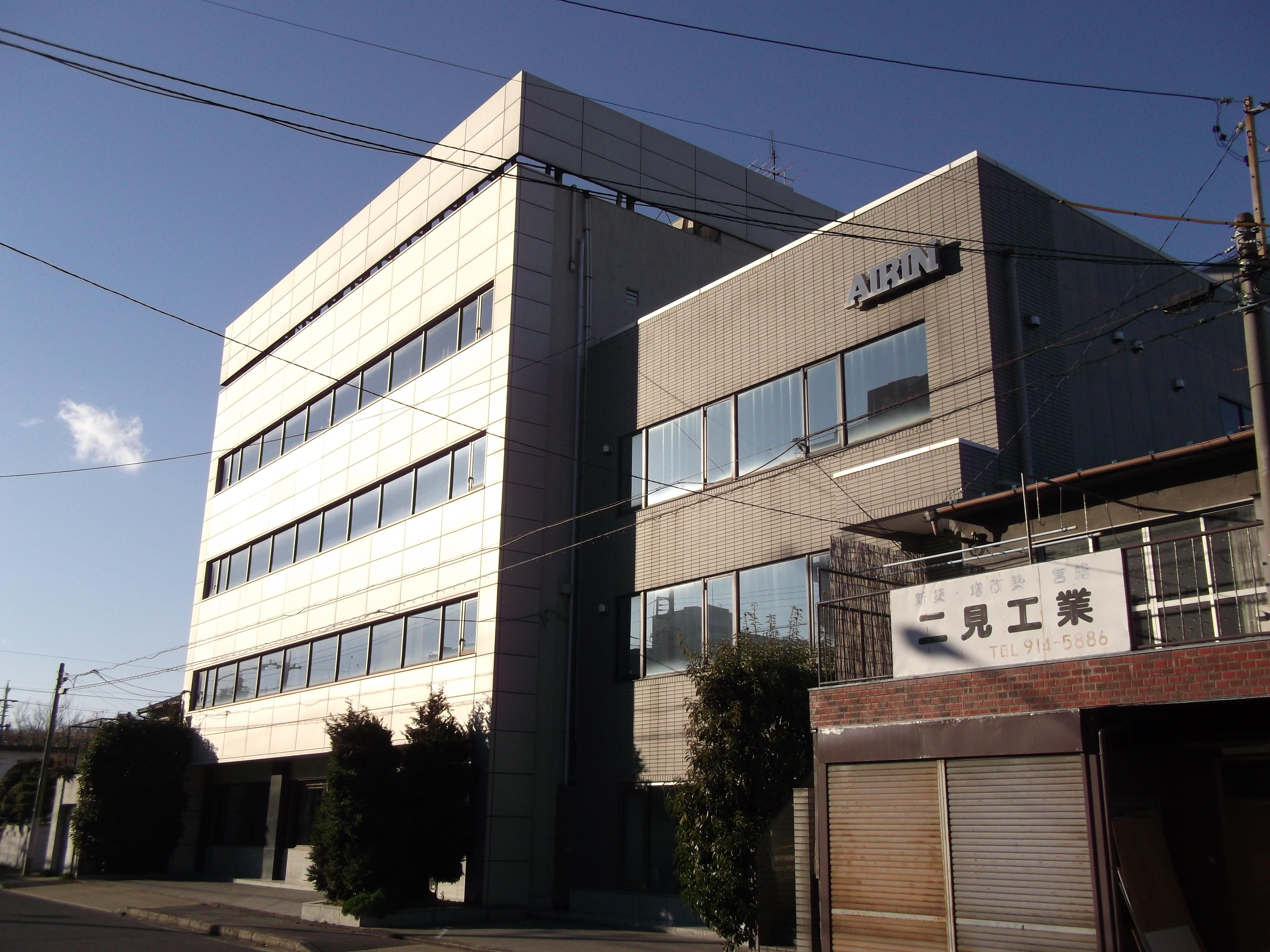
アイリン本社
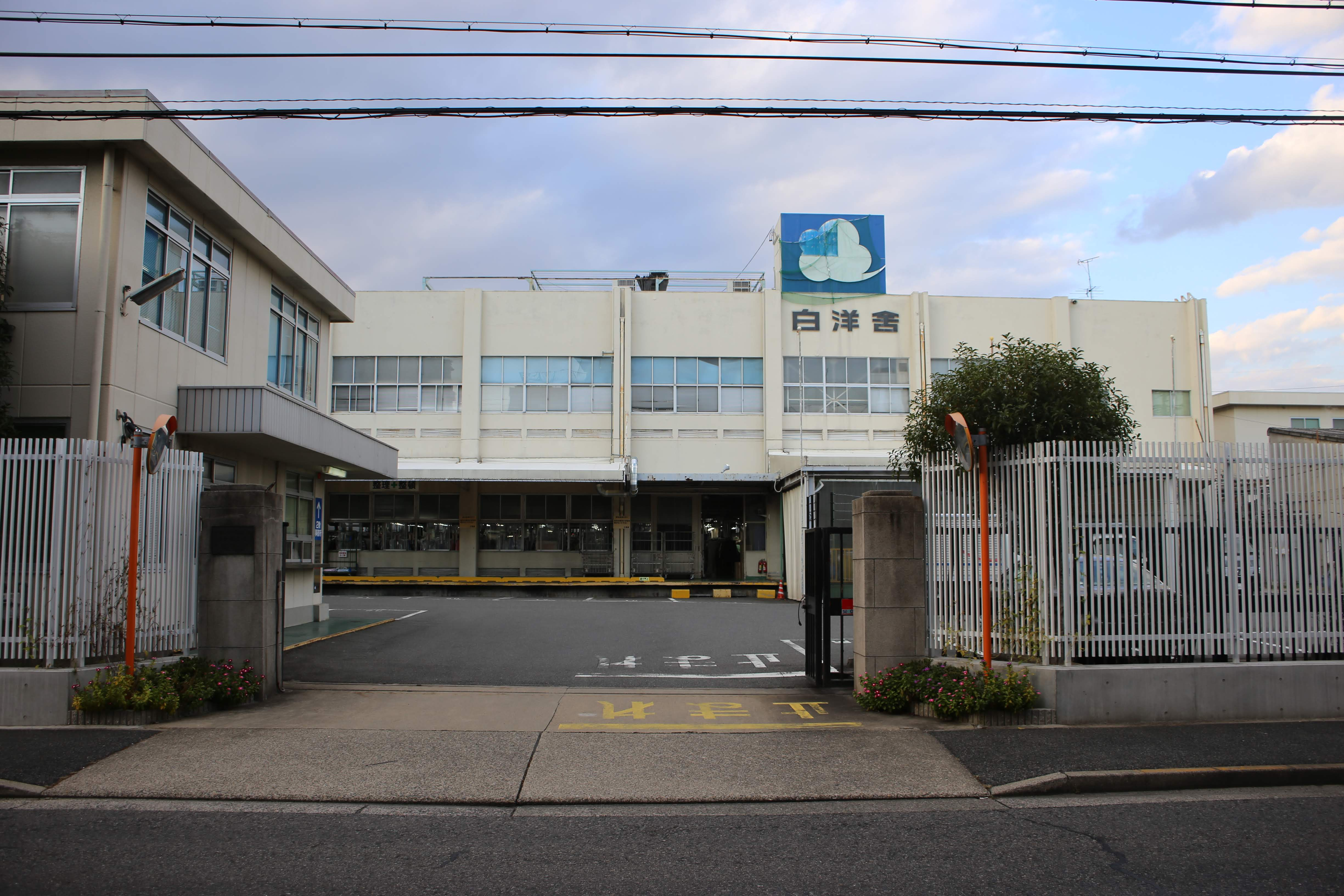
白洋舍名古屋支店
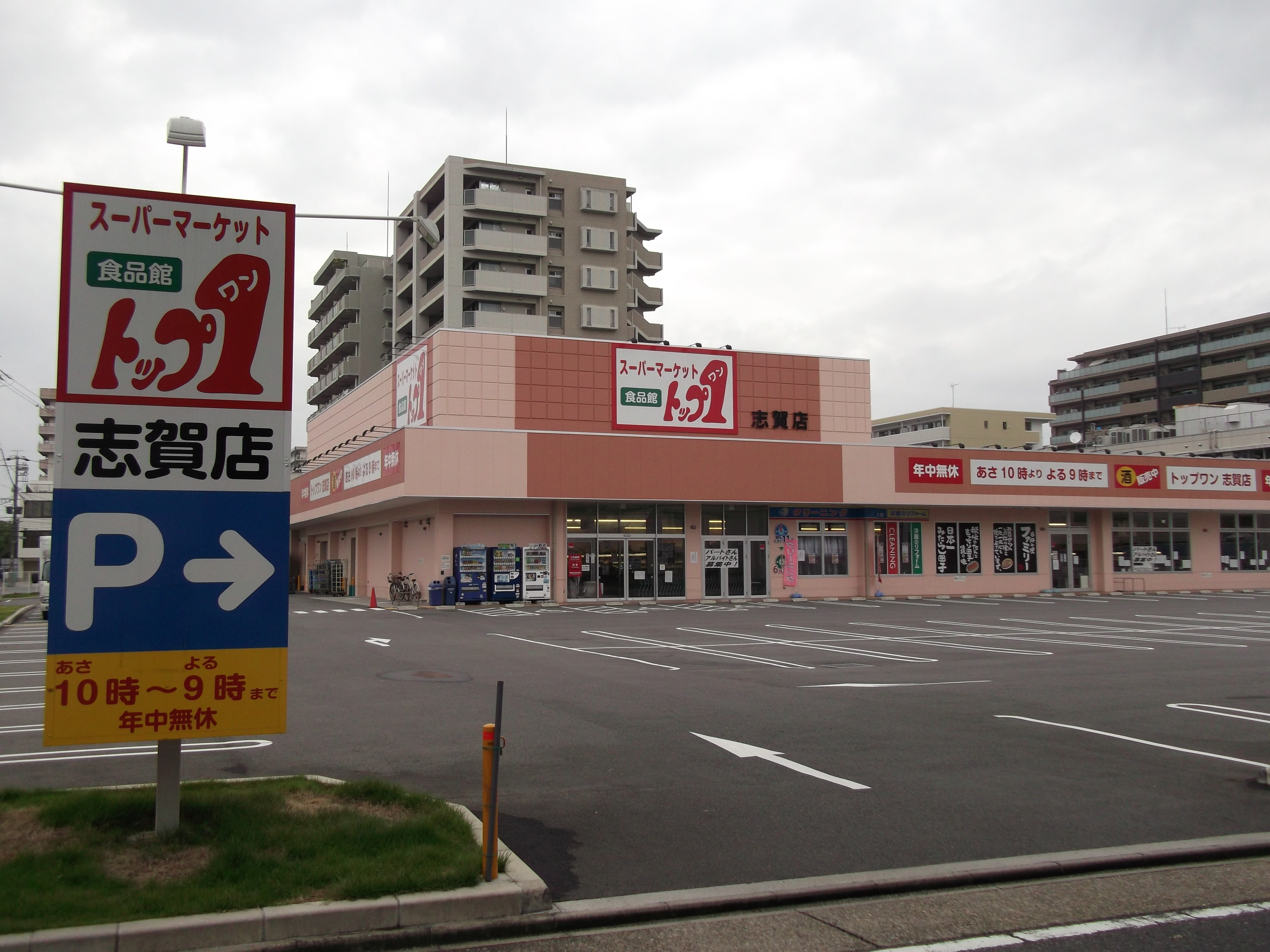
トップワン志賀店
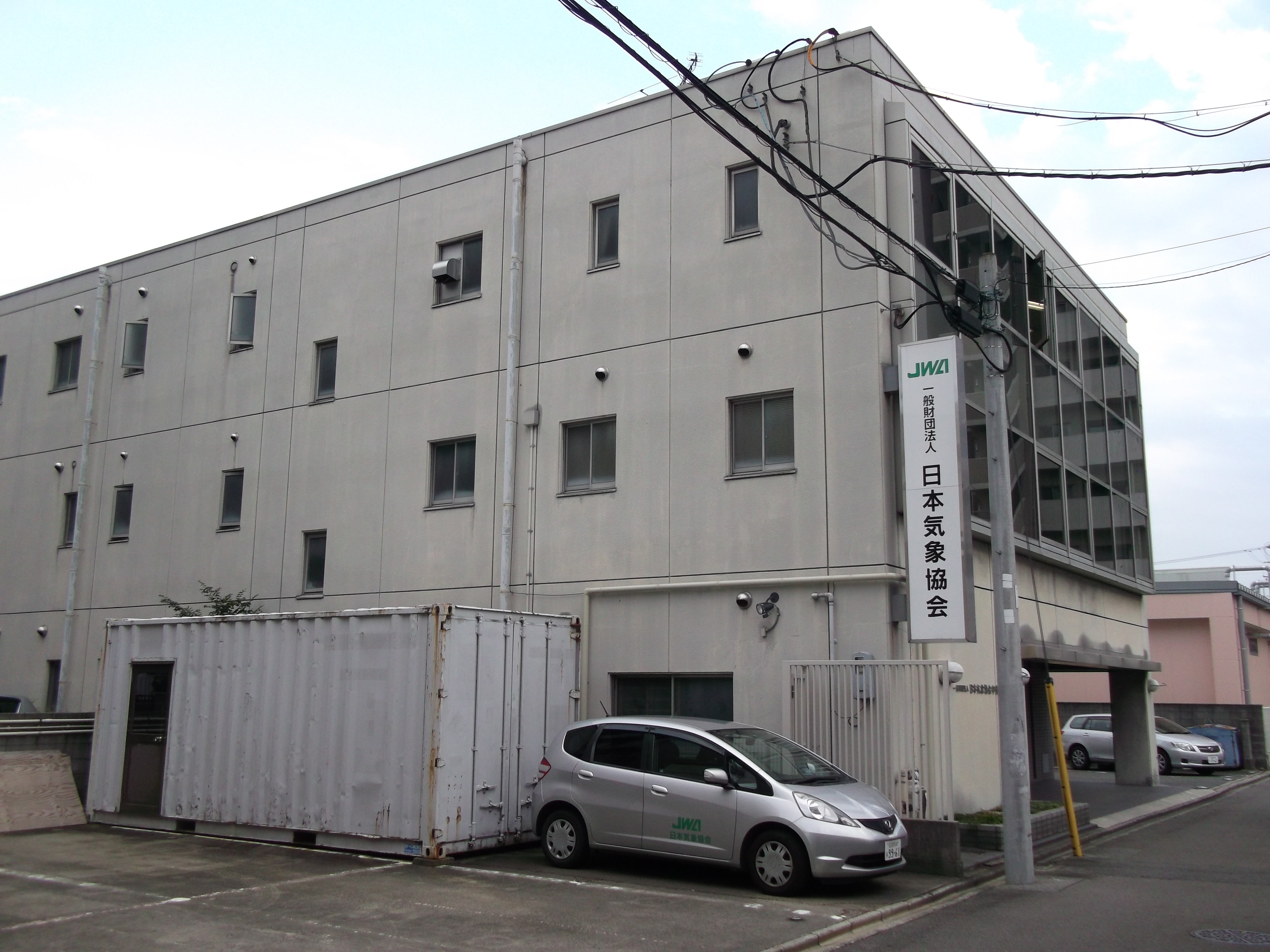
日本気象協会中部支社

### 2丁目
- 都市再生機構水草団地

1976年（昭和51年）度・1977年（昭和52年）度に渡って高層耐火構造の集合住宅として整備された。大日本セロファンの工場跡地にあたる。761戸。
- 水草団地

## その他

### 日本郵便
- 郵便番号 : 462-0042[WEB 3]（集配局：名古屋北郵便局[WEB 18]）。

### WEB
1. 1 2  “愛知県名古屋市北区の町丁・字一覧”.   人口統計ラボ. 2017年10月7日閲覧。
2. 1 2  “町・丁目(大字)別、年齢(10歳階級)別公簿人口(全市・区別)”.   名古屋市 (2019年1月23日). 2019年1月23日閲覧。
3. 1 2  “郵便番号”.  日本郵便. 2019年1月6日閲覧。
4. ↑  “市外局番の一覧”.   総務省. 2019年1月6日閲覧。
5. ↑  名古屋市役所市民経済局地域振興部住民課町名表示係 (2015年10月21日). “北区の町名一覧”.   名古屋市. 2017年10月7日閲覧。
6. ↑  “沿革”.   白洋舍. 2018年9月25日閲覧。
7. ↑  “会社沿革”.   アイリン. 2018年9月19日閲覧。
8. ↑  総務省統計局 (2014年3月28日). “平成7年国勢調査の調査結果(e-Stat) - 男女別人口及び世帯数 －町丁・字等” (CSV). 2021年7月20日閲覧。
9. ↑  総務省統計局 (2014年5月30日). “平成12年国勢調査の調査結果(e-Stat) - 男女別人口及び世帯数 －町丁・字等” (CSV). 2021年7月20日閲覧。
10. ↑  総務省統計局 (2014年6月27日). “平成17年国勢調査の調査結果(e-Stat) - 男女別人口及び世帯数 －町丁・字等” (CSV). 2021年7月21日閲覧。
11. ↑  総務省統計局 (2012年1月20日). “平成22年国勢調査の調査結果(e-Stat) - 男女別人口及び世帯数 －町丁・字等” (CSV). 2021年7月21日閲覧。
12. ↑  総務省統計局 (2017年1月27日). “平成27年国勢調査の調査結果(e-Stat) - 男女別人口及び世帯数 －町丁・字等” (CSV). 2021年7月21日閲覧。
13. ↑  “市立小・中学校の通学区域一覧”.   名古屋市 (2018年11月10日). 2019年1月14日閲覧。
14. ↑  “平成29年度以降の愛知県公立高等学校（全日制課程）入学者選抜における通学区域並びに群及びグループ分け案について”.   愛知県教育委員会 (2015年2月16日). 2019年1月14日閲覧。
15. ↑  “名古屋市交通局 なごや地図ナビ 光音寺町”. 2013年8月30日閲覧。
16. 1 2  “法務省 未決拘禁者の処遇等に関する有識者会議 第六回会議資料” (PDF). 2013年8月30日閲覧。
17. ↑  “しごとインタビュー 南條史生氏 「職業安定広報」2004年6月6日号より（一般社団法人雇用問題研究会）”. 2013年9月14日閲覧。
18. ↑  郵便番号簿 平成29年度版 - 日本郵便. 2019年01月06日閲覧 (PDF)

### 新聞
1. 1 2  「新庁舎の完成祝う 気象協会東海本部」『中日新聞朝刊県内版』中日新聞社、1990年6月6日、14面。

### 文献
1. ↑  「角川日本地名大辞典」編纂委員会 1989, p. 1270.
2. ↑  名古屋市産業部庶務課 1939, p. 290.
3. ↑  名古屋市産業部庶務課 1939, p. 295.
4. ↑  名古屋市北区役所市民室 1979, p. 66.
5. 1 2  名古屋市公害対策局 1982, p. 178.
6. 1 2  名古屋市公害対策局 1982, p. 179.
7. ↑  中部財界社 1973, p. 137.
8. ↑  武藤隆「ICA, Nagoya」（あいちトリエンナーレ実行委員会監修『あいち建築ガイド』美術出版社、2013年7月、95頁。）
9. 1 2  北区制50周年記念事業実行委員会 1994, p. 463.

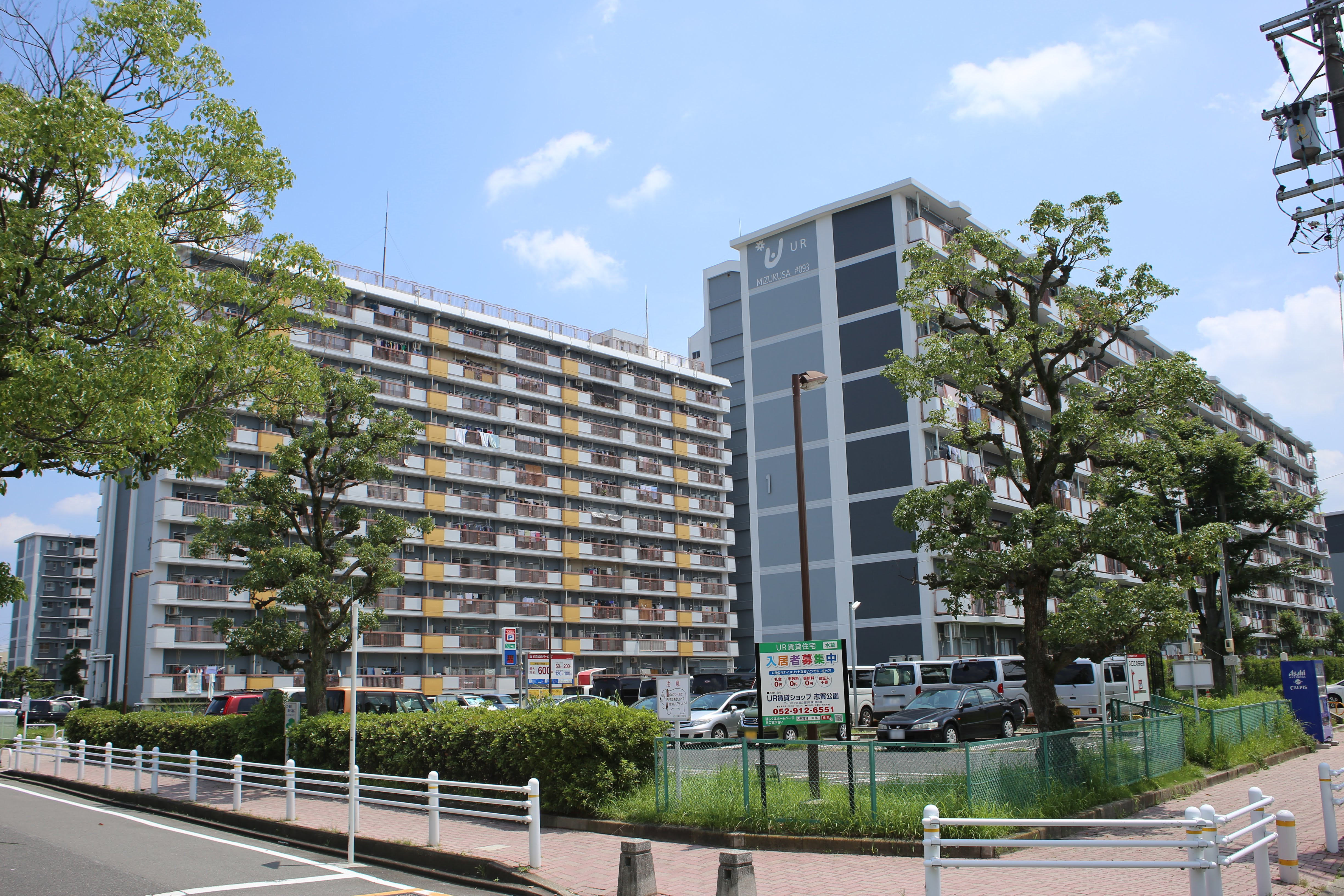
水草団地

10. ↑  北区制50周年記念事業実行委員会 1994, p. 465.